# Campoplex rothii
Campoplex rothii là một loài tò vò trong họ Ichneumonidae.